# Dollrottfeld
Dollrottfeld (in danese Dollerødmark) è una frazione del comune tedesco di Süderbrarup.